# Бурман, Даниэль
Даниэль Бурман (исп. Daniel Burman, 29 августа 1973, Буэнос-Айрес) — аргентинский кинорежиссер, сценарист и продюсер, лидер нового аргентинского кино.

## Биография
Из семьи польских евреев, эмигрировавших в Аргентину. Учился на юриста, но увлекся кино. Первый фильм (документальный) снял в 1993. В 1995 вместе с Диего Дубковским основал собственную продюсерскую компанию, среди фильмов, которые он продюсировал, — «Дневник мотоциклиста» Вальтера Саллеса.

## Творчество
По художественной манере критики сближают Бурмана с Вуди Алленом.

## Фильмография
- 1992 — En que estación estamos? (короткометражный, документальный)
- 1993 — Post data de ambas cartas (короткометражный, документальный)
- 1994 — Help o el pedido de auxilio de una mujer viva (короткометражный, документальный)
- 1995 — Niños envueltos (короткометражный, документальный)
- 1998 — Хризантема взрывается в пяти углах / Un Crisantemo Estalla en Cinco Esquinas  (премия ФИПРЕССИ Сочинского кинофестиваля)
- 2000 — В ожидании мессии / Esperando al Mesías (премия ФИПРЕССИ на МКФ в Вальядолиде)
- 2002 — Все стюардессы попадают в рай / Todas Las Azafatas Van Al Cielo (премия Sundance Film Festival)
- 2004 — Прерванное объятье / El Abrazo Partido (Серебряный медведь Берлинского МКФ, премия за лучший фильм на МКФ в Бангкоке)
- 2004 — 18-J (коллективный проект)
- 2006 — Закон семьи / Derecho de Familia (три премии кинофестиваля в Мар-дель-Плата)
- 2007 — Encarnación
- 2008 — Опустевшее гнездо / El nido vacío
- 2010 — Два брата / Dos hermanos
- 2011 — Судьба в твоих руках / La suerte en tus manos
- 2014 — Тайна счастья / El misterio de la felicidad

## Признание
Неоднократный номинант и лауреат отечественных и интернациональных премий, член Аргентинской киноакадемии.